# Scomberocotyle scomberomori
Scomberocotyle scomberomori är en plattmaskart. Scomberocotyle scomberomori ingår i släktet Scomberocotyle och familjen Gastrocotylidae. Inga underarter finns listade i Catalogue of Life.